# 赛义德·纳马基
赛义德·纳马基（波斯語：‎；1958年6月14日—），伊朗政治家、藥劑師。
纳马基曾擔任過伊朗伊斯蘭共和國計劃與預算組織副主席。2019年1月3日，他取代哈桑·哈希米，就任伊朗衞生及醫療教育部部長。
2020年初，伊朗爆發2019冠狀病毒病疫情時，2月24日，議員艾哈迈德·阿米拉巴迪宣稱庫姆發生的2019冠狀病毒病（COVID-19）死亡數據被衛生部大大低估了。纳马基於翌日閉門舉行一次議會特別會議，作為預防措施，每一名議員在會議前都被要求檢測體溫。包括阿米拉巴迪在內的三名國會議員被建議不要入場，並要求進行隔離。阿米拉巴迪拒絕隔離，並直接回家。